# Aita Mare
Aita Mare (in ungherese Nagyajta) è un comune della Romania di 1 750 abitanti, ubicata nel distretto di Covasna, nella regione storica della Transilvania.
Il comune è formato dall'unione di 2 villaggi: Aita Mare e Aita Medie.

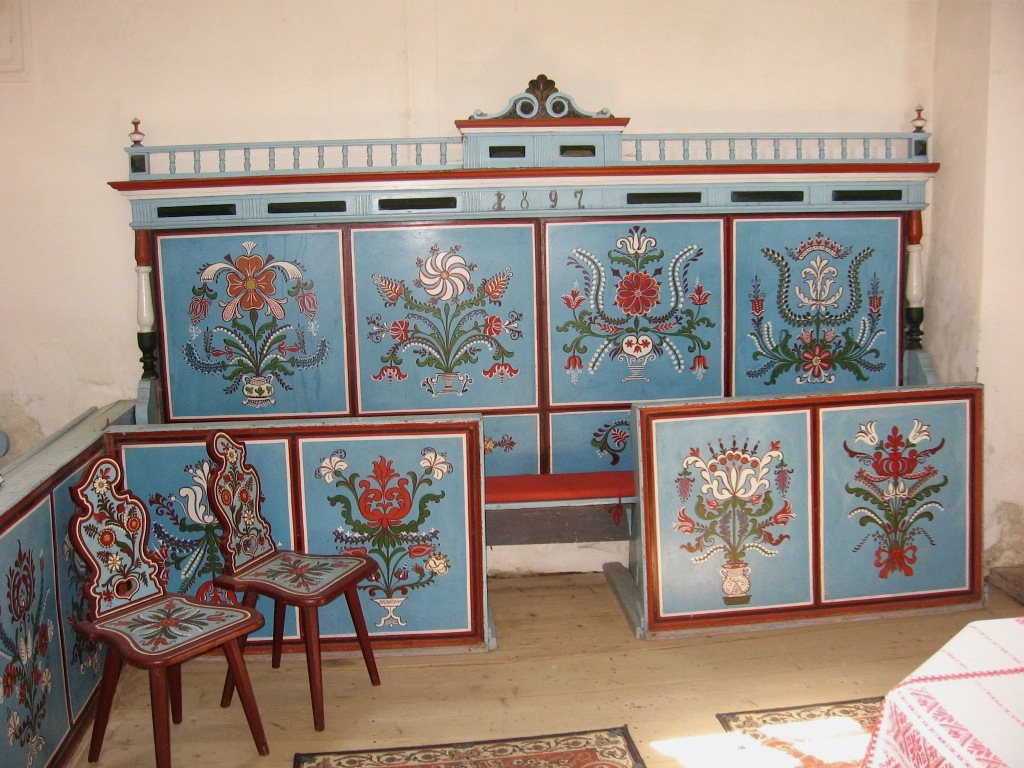
Chiesa unitaria, interno

## Immagine

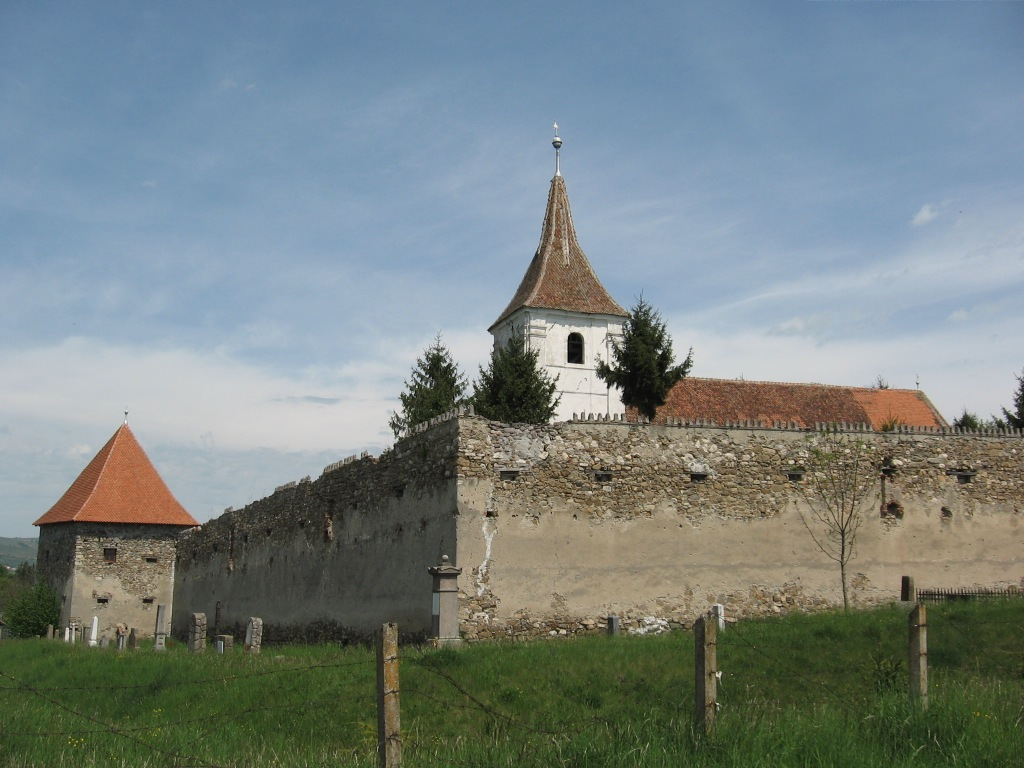
Chiesa unitaria
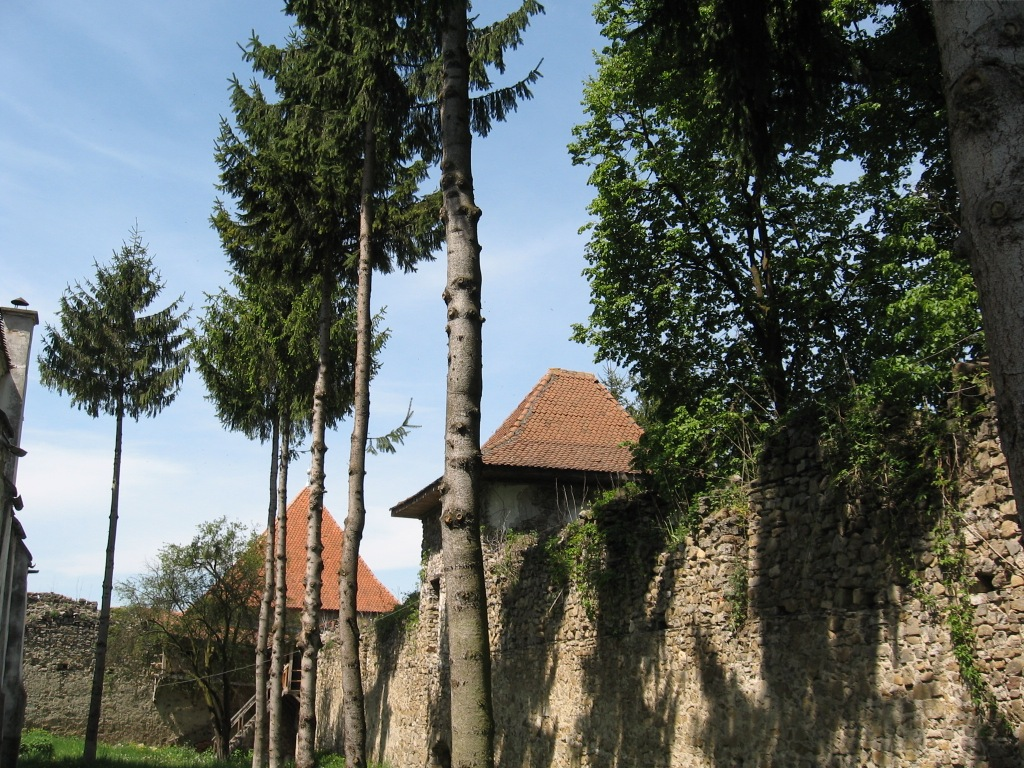
Chiesa unitaria, viale
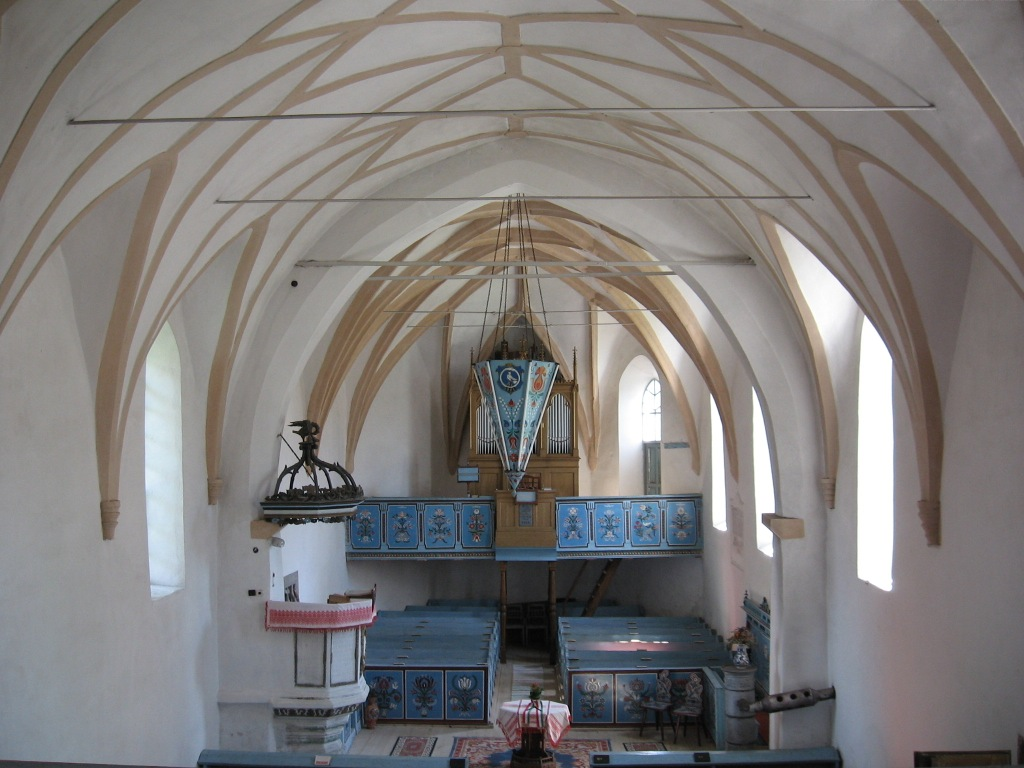
Chiesa unitaria, interno
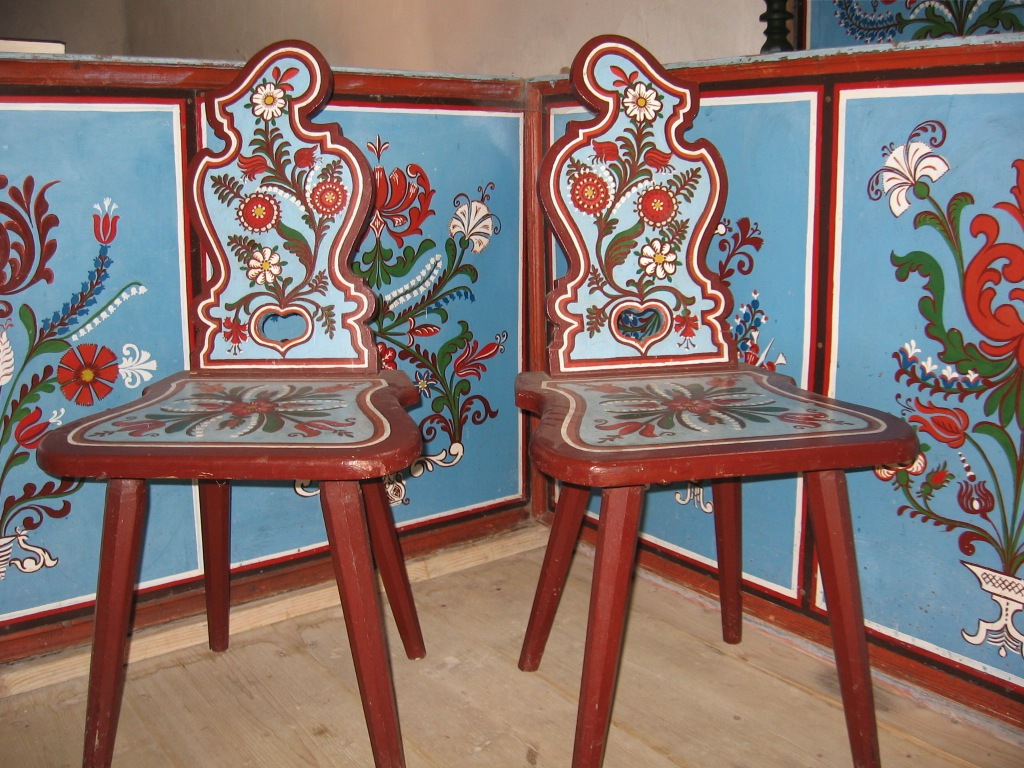
Chiesa unitaria, interno
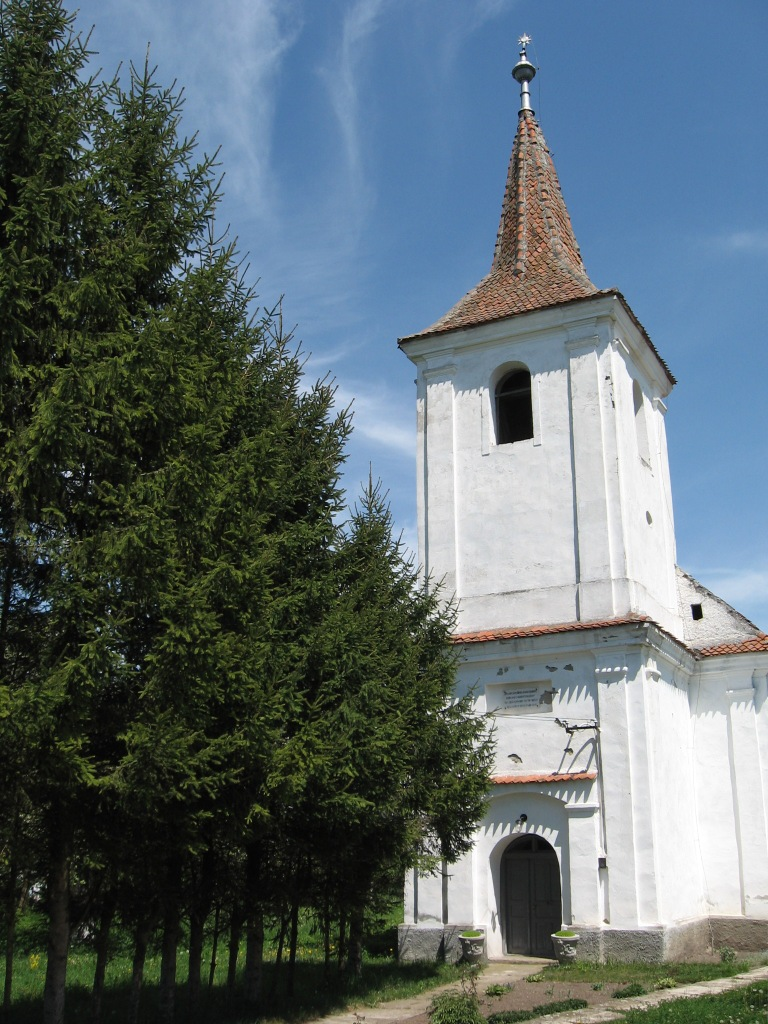
Chiesa calvinista
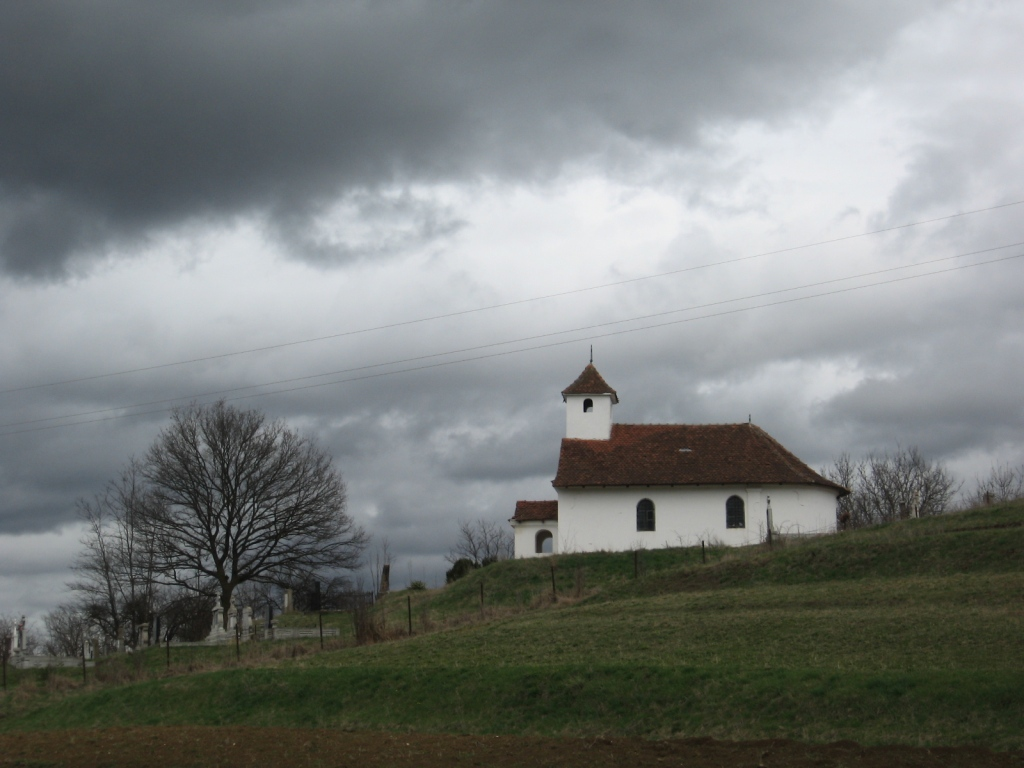
Antica chiesa ortodossa